# Jesús Pareja

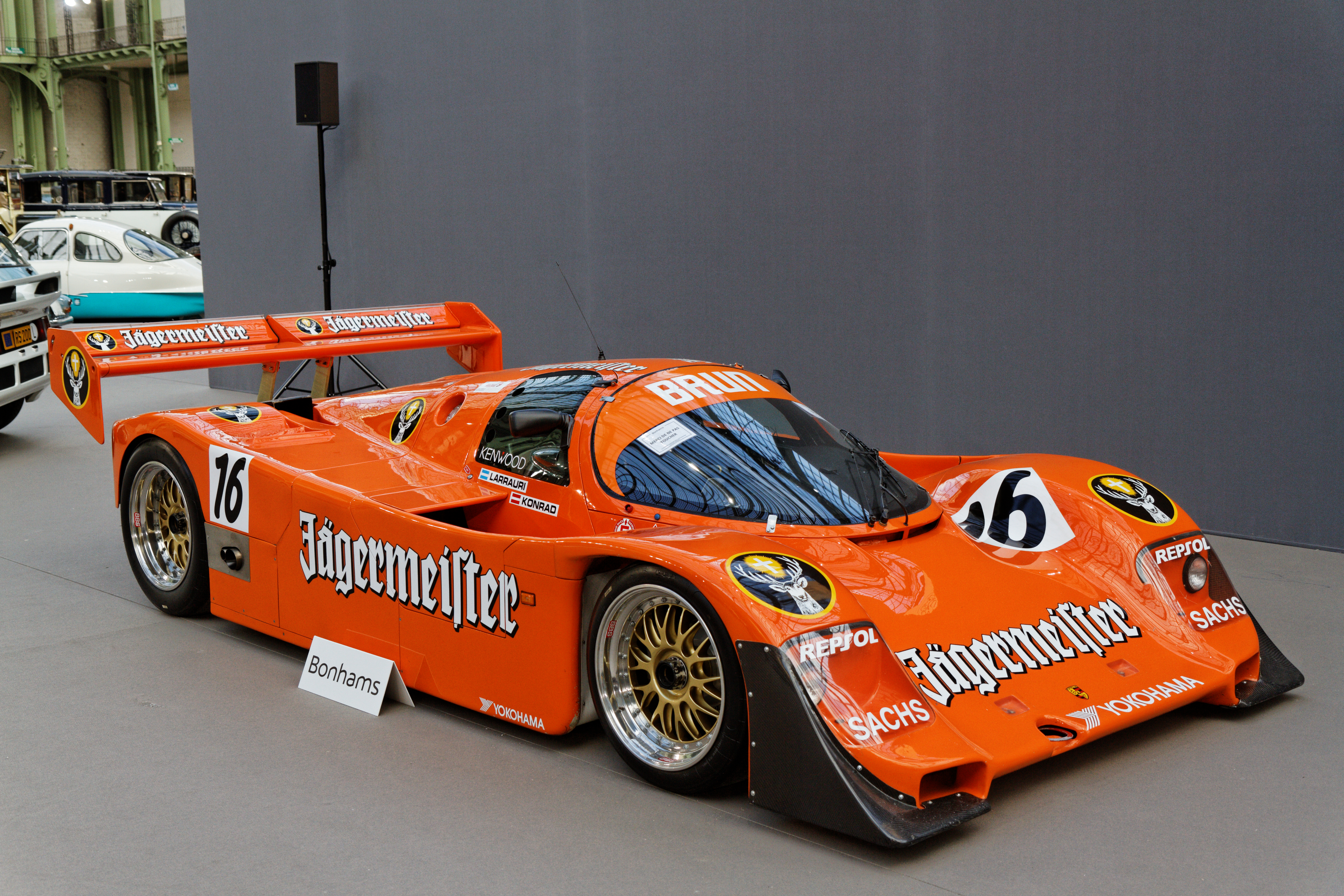
Der Porsche 962 von Brun Motorsport mit dem Jesús Pareja in der Sportwagen-Weltmeisterschaft 1990 am Start war...

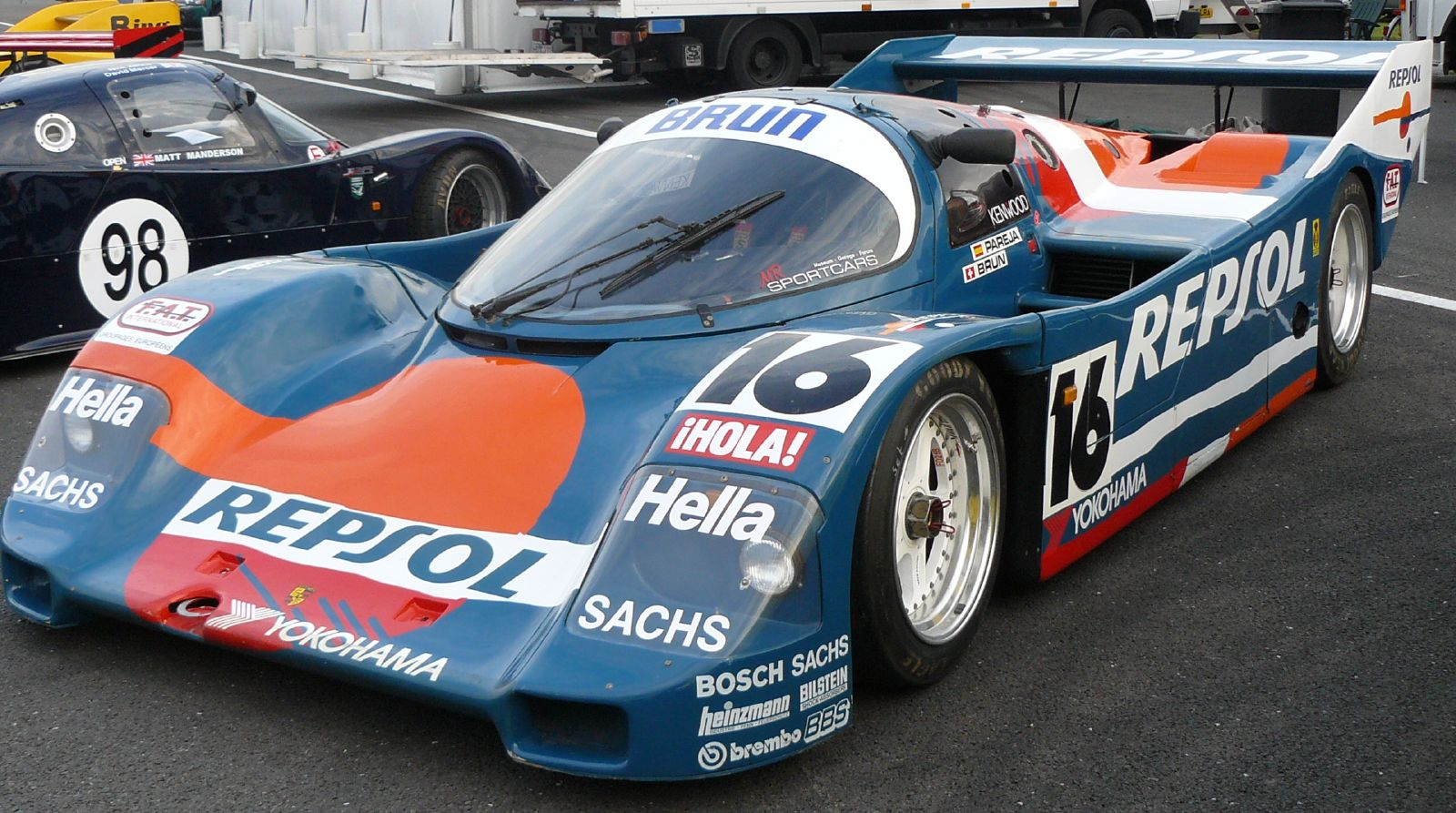
...und der Einsatzwagen des Jahres 1991

Jesús Pareja-Mayo (* 6. März 1955 in Guadalajara) ist ein ehemaliger spanischer Autorennfahrer und Motorsportfunktionär.

## Karriere als Rennfahrer
Jesús Pareja begann seine Karriere 1976 im spanischen Tourenwagensport, wo er 1981 die Meisterschaft seines Heimatlandes gewann. Nach einigen Jahren in diversen Markenpokalen – unter anderem wurde er 1983 Gesamtzehnter im Alfasprint European Cup – stieg er 1984 in die Sportwagen-Weltmeisterschaft ein.
1985 gab er sein Debüt beim 24-Stunden-Rennen von Le Mans, wo er bis 1997 13-mal in Folge am Start war. Bei Sportwagenrennen feierte in Summe vier Gesamt- und zwei Klassensiege. Sein erster Gesamtsieg gelang ihm beim 360-km-Rennen von Jerez 1986, einem Wertungslauf der Sportwagen-Weltmeisterschaft dieses Jahres; Partner im Brun-Porsche 962 war Oscar Larrauri. 1994 gewann er das 4-Stunden-Rennen von Paul Ricard, das 4-Stunden-Rennen von Jarama und das 1000-km-Rennen von Suzuka. Alle Rennen zählten zur BPR Global GT Series dieses Jahres und seine Teamkollegen im Porsche 911 Turbo S LM waren Bob Wollek, Jean-Pierre Jarier und Dominique Dupuy.
In Le Mans erreichte er beim Debüt 1985 den achten Rang und 1986 mit Joël Gouhier und Oscar Larrauri im Porsche 962 den zweiten Platz im Schlussklassement; das war seine beste Platzierung im Schlussklassement beim 24-Stunden-Rennen in Westfrankreich. 1988 wurde er Siebter und 1994 Achter im Gesamtklassement.

### Der Unfall in Montreal 1990
Das 480-km-Rennen von Montreal war der achte und vorletzte Wertungslauf der Sportwagen-Weltmeisterschaft 1990 und fand Anfang September auf dem Circuit Gilles-Villeneuve statt. Nach knapp einem Renndrittel wurde von einem Jaguar XJR-11 ein Kanaldeckel aus seiner Verankerung gerissen und in die Luft gewirbelt. Der nachfolgende Pareja im von Brun Motorsport gemeldeten Porsche 962C konnte dem Deckel nicht mehr ausweichen; dieser durchschlug die Windschutzscheibe des Porsche und in Folge den Tank. Der Porsche prallte in Fahrtrichtung links in eine Mauer und ging in Flammen auf. Wie durch ein Wunder blieb Pareja bis auf ein paar blaue Flecken so gut wie unverletzt. Obwohl das Cockpit sehr eng war, verfehlte der Kanaldeckel den Fahrer um Millimeter. Rasch eingreifende Streckenposten öffneten die Fahrertür und befreiten den Piloten aus dem brennenden Rennwagen.
Nach dem Vorfall beschlossen die Verantwortlichen der FIA alle Kanaldeckel auf Rennstrecken mit öffentlichen Straßenteilen vor den jeweiligen Rennen verschweißen zu lassen.

## Motorsportfunktionär
Nach dem Ende seiner aktiven Karriere 1997, arbeitete Pareja viele Jahre im Veranstaltungsmanagement von Motorsportveranstaltungen. Er organisierte die Rennen der International GT Open und war langjähriger Funktionär der Formel-3-Euroserie.

## Statistik

### Le-Mans-Ergebnisse
| Jahr | Team                   | Fahrzeug                | Teamkollege             | Teamkollege        | Platzierung            | Ausfallgrund    |
| ---- | ---------------------- | ----------------------- | ----------------------- | ------------------ | ---------------------- | --------------- |
| 1985 | Obermaier Racing       | Porsche 956             | Jürgen Lässig           | Hervé Regout       | Rang 8                 |                 |
| 1986 | Brun Motorsport        | Porsche 962C            | Joël Gouhier            | Oscar Larrauri     | Rang 2                 |                 |
| 1987 | Brun Motorsport        | Porsche 962C            | Uwe Schäfer             | Oscar Larrauri     | Ausfall                | Unfall          |
| 1988 | Repsol Brun Motorsport | Porsche 962C            | Uwe Schäfer             | Massimo Sigala     | Rang 7                 |                 |
| 1989 | Repsol Brun Motorsport | Porsche 962C            | Walter Brun             | Oscar Larrauri     | Ausfall                | Motorschaden    |
| 1990 | Brun Motorsport        | Porsche 962C            | Walter Brun             | Oscar Larrauri     | Ausfall                | Motorschaden    |
| 1991 | Repsol Brun Motorsport | Porsche 962C            | Walter Brun             | Oscar Larrauri     | Rang 10                |                 |
| 1992 | Euro Racing            | Lola T92/10             | Charles Zwolsman senior | Cor Euser          | Ausfall                | Getriebeschaden |
| 1993 | Jack Leconte           | Porsche 911 Carrera RSR | Pierre de Thoisy        | Jack Leconte       | Rang 16                |                 |
| 1994 | Larbre Compétition     | Porsche 911 Carrera RSR | Dominique Dupuy         | Carlos Palau       | Rang 8 und Klassensieg |                 |
| 1995 | Larbre Compétition     | Porsche 911 GT2         | Érik Comas              | Jean-Pierre Jarier | Ausfall                | Unfall          |
| 1996 | Roock Racing Team      | Porsche 911 GT2         | Dominic Chappell        | Jean-Pierre Jarier | Ausfall                | Motorschaden    |
| 1997 | Pacific Racing Ltd.    | BRM P301                | Eliseo Salazar          | Harri Toivonen     | Ausfall                | Motorschaden    |

### Einzelergebnisse in der Sportwagen-Weltmeisterschaft
| Saison | Team             | Rennwagen   | 1   | 2   | 3   | 4   | 5   | 6   | 7   | 8   | 9   | 10  | 11  |
| ------ | ---------------- | ----------- | --- | --- | --- | --- | --- | --- | --- | --- | --- | --- | --- |
| 1984   | Kremer Racing    | Kremer CK5  | MON | SIL | LEM | NÜR | BRH | MOS | SPA | IMO | FUJ | KYA | SAN |
| 1984   | Kremer Racing    | Kremer CK5  |     |     |     |     |     |     |     | 13  |     |     |     |
| 1985   | Obermaier Racing | Porsche 956 | MUG | MON | SIL | LEM | HOK | MOS | SPA | BRH | FUJ | SEL |     |
| 1985   | Obermaier Racing | Porsche 956 |     | DNF | 7   | 8   | 7   |     | 8   |     |     |     |     |
| 1986   | Brun Motorsport  | Porsche 962 | MON | SIL | LEM | NÜN | BRH | JER | NÜR | SPA | FUJ |     |     |
| 1986   | Brun Motorsport  | Porsche 962 | 4   | 10  | 2   |     | DNF | 1   | DNF | DNF | 7   |     |     |
| 1987   | Brun Motorsport  | Porsche 962 | JAR | JER | MON | SIL | LEM | NÜN | BRH | NÜR | SPA | FUJ |     |
| 1987   | Brun Motorsport  | Porsche 962 | 5   | 7   | 3   | 5   | DNF | 10  | 9   | 12  | 8   | DNF |     |
| 1988   | Brun Motorsport  | Porsche 962 | JER | JAR | MON | SIL | LEM | BRÜ | BRH | NÜR | SPA | FUJ | SAN |
| 1988   | Brun Motorsport  | Porsche 962 | DNF | 6   | DNF |     | 7   |     |     | 5   |     |     |     |
| 1989   | Brun Motorsport  | Porsche 962 | SUZ | DIJ | JAR | BRH | NÜR | DON | SPA | MEX |     |     |     |
| 1989   | Brun Motorsport  | Porsche 962 | 18  | 13  | 3   | 6   | 4   | DNF | DNF | 7   |     |     |     |
| 1990   | Brun Motorsport  | Porsche 962 | SUZ | MON | SIL | SPA | DIJ | NÜR | DON | MOT | MEX |     |     |
| 1990   | Brun Motorsport  | Porsche 962 | DNF | DNF | 7   | DNF | 11  | DNF | 12  | DNF | DNF |     |     |
| 1991   | Brun Motorsport  | Porsche 962 | SUZ | MON | SIL | LEM | NÜR | MAG | MEX | AUT |     |     |     |
| 1991   | Brun Motorsport  | Porsche 962 | 7   | DNF | 7   | 10  | 7   | DNF | 8   | DNF |     |     |     |
| 1992   | Euro Racing      | Lola T92/10 | MON | SIL | LEM | DON | SUZ | MAG |     |     |     |     |     |
| 1992   | Euro Racing      | Lola T92/10 |     | DNF | DNF | DNF | 5   |     |     |     |     |     |     |